# Vladimir Menshov
Vladimir Menshov (Baku, 17 de setembro de 1939 — Moscou, 5 de julho de 2021) foi um ator e cineasta russo. Dirigiu o Moscow Does Not Believe in Tears, filme o qual venceu o Oscar de melhor filme internacional em 1981. Foi agraciado com um Águia de Ouro de melhor ator coadjuvante de 2013 pelo seu desempenho em Legenda Nº 17 (Легенда № 17).

## Morte
Menshov morreu em 5 de julho de 2021 em um hospital de Moscou, aos 81 anos de idade, de complicações da COVID-19.

## Filmografia

### Diretor
- Practical Joke (Poзыгрыш, 1977)
- Moscou Não Acredita em Lágrimas (Москва слезам не верит, 1979)
- Love and Pigeons (Любовь и голуби, 1984)
- What a Mess! (Ширли-мырли, 1995)
- The Envy of Gods (Зависть Богов, 2000)

### Ator
- Chelovek na svoyom meste (1972)
- Solyonyy pyos (1973)
- Poslednyaya vstrecha (1974)
- Ar-khi-me-dy! (1975)
- Sobstvennoye mneniye (1976)
- How Czar Peter the Great Married Off His Moor, 1976
- Rozygrysh, 1976
- Fedia, 1978
- Gibloe delo, 1981
- Pod odnim nebom, 1982
- Yesli vrag ne sdayotsya..., 1982
- Magistral, 1983
- Lyubov i golubi, 1984
- Prosti, 1986
- Perekhvat, 1986
- God telyonka, 1986
- Courier, 1987
- Gde nakhoditsya Nofelet?, 1987
- Kukolka, 1988
- Zero Town, 1988
- Otche nash, 1989
- Gorod Zero, 1989
- Samoubiytsa, 1990
- Ivin A., 1990
- Abdulladzhan, ili posvyashchaetsya Stivenu Spilbergu, 1991
- Otdushina, 1991
- Depressiya, 1991
- General, 1992
- Novyy Odeon, 1992
- V toy oblasti nebes, 1992
- Trotsky, 1993
- Russkiy regtaym, 1993
- Chtoby vyzhit, 1993
- Shirli-Myrli, 1995
- Tsarevich Aleksei, 1996
- Sochineniye ko dnyu pobedy, 1998
- 8 ½ $, 1999
- Kitayskiy serviz, 1999
- Spartak i Kalashnikov, 2002
- Night Watch, 2004
- Vremya sobirat' kamni, 2005
- Day Watch, 2006
- The Apocalypse Code, 2007
- 07-y menyaet kurs, 2007
- Liquidation, 2007
- Generation P, 2011 (estreou em Abril de 2011) baseado no livro Generation "П" de Victor Pelevin
- Catherine, 2014